# Млыны (Гадячский район)
Млыны (укр. Млини) — село, Лысовский сельский совет, Гадячский район, Полтавская область, Украина.
Код КОАТУУ — 5320484105. Население по переписи 2001 года составляло 148 человек.

## Географическое положение
Село Млыны находится на левом берегу реки Псёл, ниже по течению на расстоянии в 4,5 км расположено село Лютенька, на противоположном берегу — село Лысовка. Река в этом месте извилистая, образует лиманы, старицы и заболоченные озёра. Село окружено большим лесным массивом (сосна).

## История
- 1780 — дата основания, как село Лютенские Млыны.
- 1920 — переименовано в село Млыны.

## Известные люди
Ярошенко, Лука Данилович